# 短尾细辛
短尾细辛（学名：Asarum caudigerellum）是马兜铃科细辛属的植物，是中国的特有植物。分布于中国大陆的湖北、云南、贵州、四川等地，生长于海拔1,600米至2,100米的地区，多生长于林下阴湿地和水边岩石上，目前尚未由人工引种栽培。

## 别名
接气草（四川）

## 异名
- Asarum caudigerellum C. Y. Cheng et C. S. Yang var. rubellum Xu